# Berta Çayı
Der Berta Çayı (auch Berta Suyu; früher Merehevi Suyu) ist ein rechter Nebenfluss des Çoruh in der Provinz Artvin im Nordosten der Türkei.

## Verlauf
Der Berta Çayı entspringt im Karçal-Gebirge. Er fließt in einem Bogen, erst nach Norden, dann nach Osten und schließlich nach Süden. Der Meydancık Deresi mündet von links in den Fluss. 10 km westlich der Stadt Şavşat trifft der Şavşat Deresi ebenfalls von links auf den Berta Çayı. Dieser fließt 26 km in westsüdwestlicher Richtung, bevor er in das östliche Ende des Deriner-Stausees mündet.
Die Fernstraße D010 (Şavşat–Artvin) verläuft entlang dem unteren Flusslauf.
Der mittlere Abfluss des Berta Çayı beträgt 27 m³/s.

## Nutzung
Bisher war der Mittellauf des Berta Çayı ein beliebtes Wildwassergewässer für Kanuten. In den letzten Jahren wurden jedoch immer mehr Wasserkraftanlagen am Flusslauf errichtet.